# Taylor St. Claire

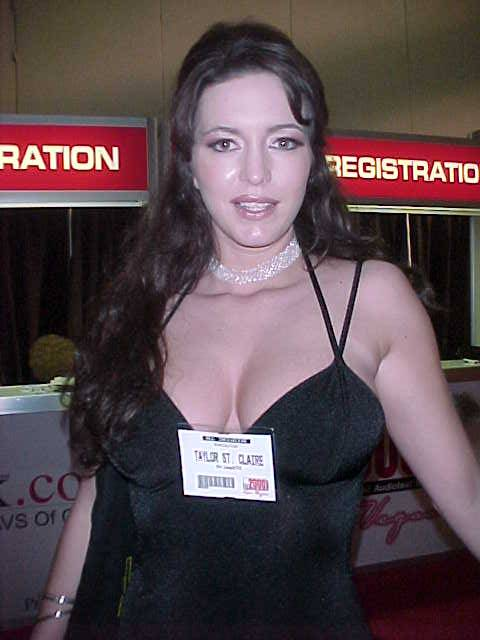
Taylor St. Claire bei der Internext Expo 2000 in Las Vegas

Taylor St. Claire, auch Taylor St. Clair, (* 1. Juni 1969 als Kimberly Knight in Richmond, Virginia) ist eine ehemalige US-amerikanische Pornodarstellerin, die um die Jahrtausendwende ihren größten Erfolg hatte.
2014 wurde sie in die AVN Hall of Fame aufgenommen.

## Karriere
Vor ihrer Karriere als Pornodarstellerin im Jahr 1995 schauspielerte sie in B-Movies und arbeitete als Fotomodell für diverse Magazine. Mit ihrem damaligen Freund stieg sie dann in das Pornogeschäft ein. Nachdem sie fünf Jahre lang in zahlreichen ausschließlich lesbischen Filmen aufgetreten war, spielte sie zwischen 2000 und 2004 häufig in Filmen mit männlichem Partner, wobei sie nun auch regelmäßig Analverkehr betrieb. 2002 trat sie in dem Video Snoop Dogg’s Hustlaz: Diary of a Pimp des Rappers Snoop Dogg auf. Sie ist auch bekannt als „Mistress Taylor“ und betreibt ein Forum für Femdom-Diskussionen namens Femdom Desire Forums. Einer ihrer bekanntesten Filme ist das Werk The Fashionistas von John Stagliano, in dem sie zusammen mit Rocco Siffredi und Belladonna spielt und wofür sie 2003 mit drei AVN Awards und drei XRCO Awards ausgezeichnet wurde.
Mit ihrer Kollegin Chelsea Blue betrieb sie außerdem eine Website als Domina und besaß dafür einen „Kerker“. Ab 2004 widmete St. Claire sich wieder stärker gleichgeschlechtlichen Filmen und hatte auch viele Non-Sex-Rollen.
2009 zog sie sich aus dem aktiven Pornogeschäft zurück. Seitdem widmet sie sich als Produzentin, Regisseurin und Darstellerin ihrem eigenen Netzwerk aus Femdom-Webseiten.

## Filmografie (Auswahl)

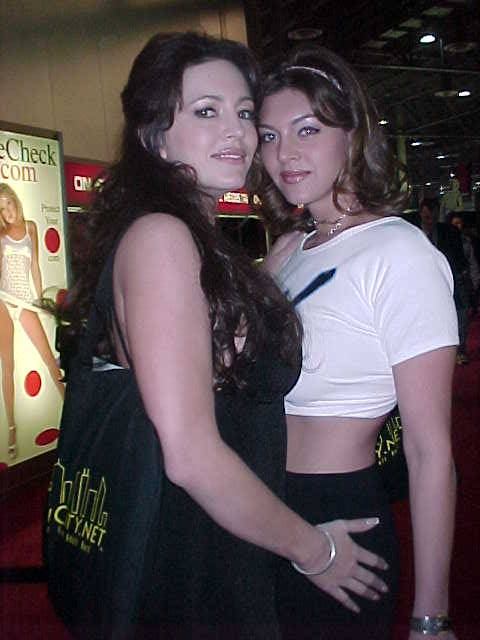
St. Claire (links) mit Chelsea Blue auf der Internext Expo 2000

- 1998: Zärtliche Biester (Search For The Snow Leopard)
- 1998: No Man’s Land 22
- 1999: The Awakening
- 1999 – 2005: Pussyman’s Decadent Divas 1, 2, 10, 11, 14, 16, 18, 20, 23 & 26
- 2001: Fade to Black
- 2002: Service Animals 7
- 2002: Snoop Dogg’s Hustlaz: Diary of a Pimp
- 2003: The Fashionistas

## Auszeichnungen
AVN Award
- 2002: Best All-Girl Sex Scene – Video für Where The Girls Sweat 5 (mit Chloe, Sindee Coxx und Felecia)[3]
- 2002: Best Group Sex Scene – Film für Fade to Black (mit Taylor Hayes und Dale DaBone)[3]
- 2003: Best Actress – Film für The Fashionistas
- 2003: Best All-Girl Sex Scene – Film für The Fashionistas (mit Belladonna)
- 2003: Best Group Sex Scene – Film für The Fashionistas (mit Friday, Sharon Wild und Rocco Siffredi)
- 2004: Best Group Sex Scene – Film für Looking In (mit Dru Berrymore, AnnMarie, Savanna Samson, Dale DaBone, Mickey G. und Steven St. Croix)
- 2014: Aufnahme in die AVN Hall of Fame[4]

XRCO Award
- 2003: Best Male-Female Sex Scene für The Fashionistas (mit Rocco Siffredi)
- 2003: Best Girl-Girl Sex Scene für The Fashionistas (mit Belladonna)
- 2003: Best Group Sex Scene für The Fashionistas (mit Friday, Sharon Wild und Rocco Siffredi)